# Yuta Shimomura
Yuta Shimomura (下村 悠太 Shimomura Yuta?), född 1 maj 1990 i Tokyo prefektur, är en japansk fotbollsspelare.
Shimomura började sin karriär 2013 i AC Nagano Parceiro. Efter AC Nagano Parceiro spelade han för Japan Soccer College, Maruyasu Okazaki och FC Ryukyu. Han avslutade karriären 2015.